# デンスケ (録音機)

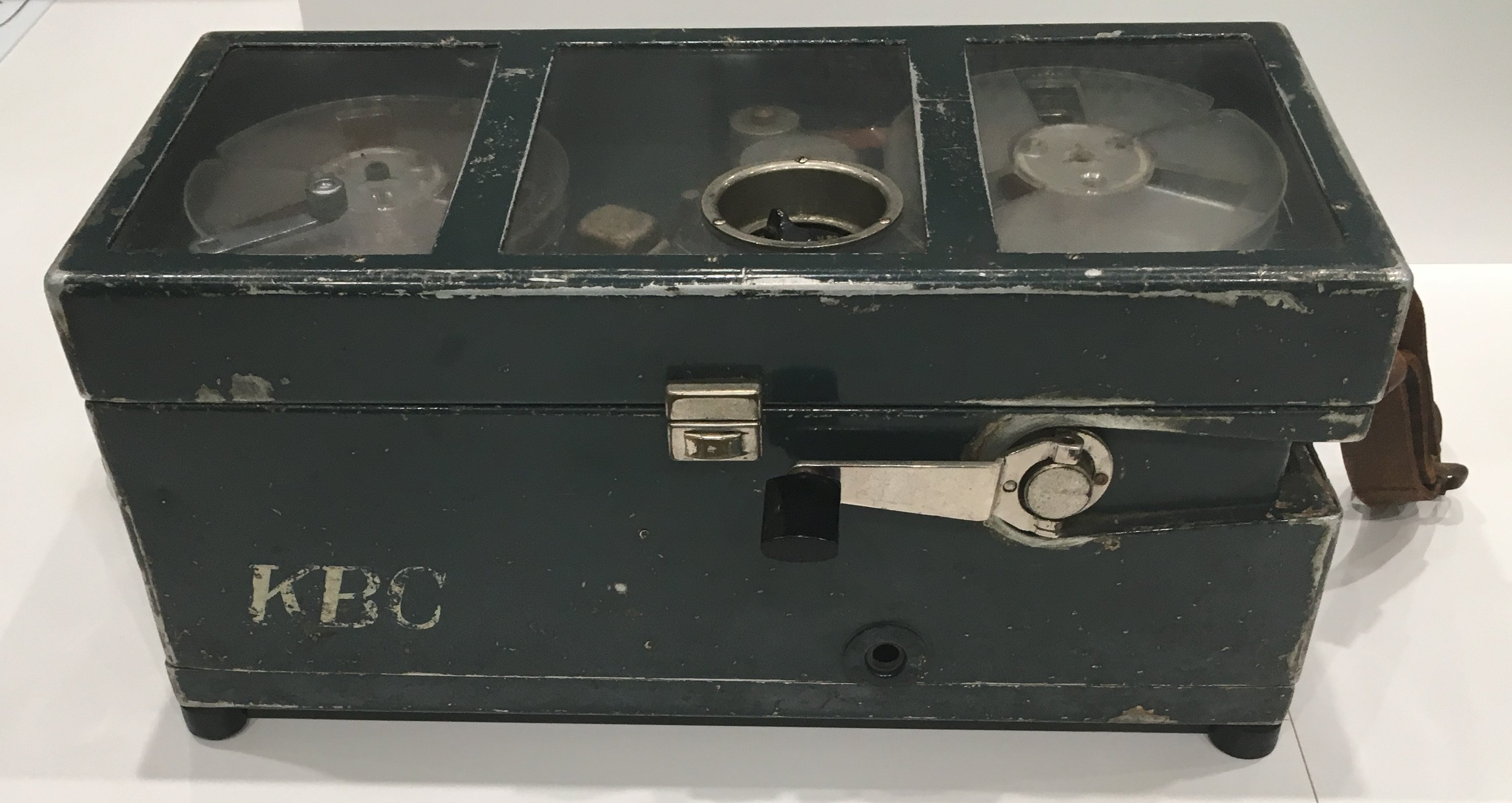
東京通信工業（現：ソニーグループ） M型テープレコーダー 1951年製

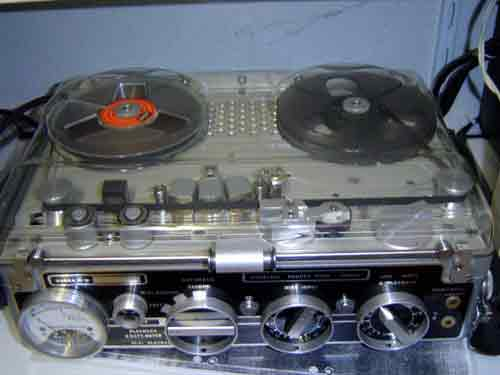
他社による同種の商品例
オープンリール型録音機
ナグラTYPE3

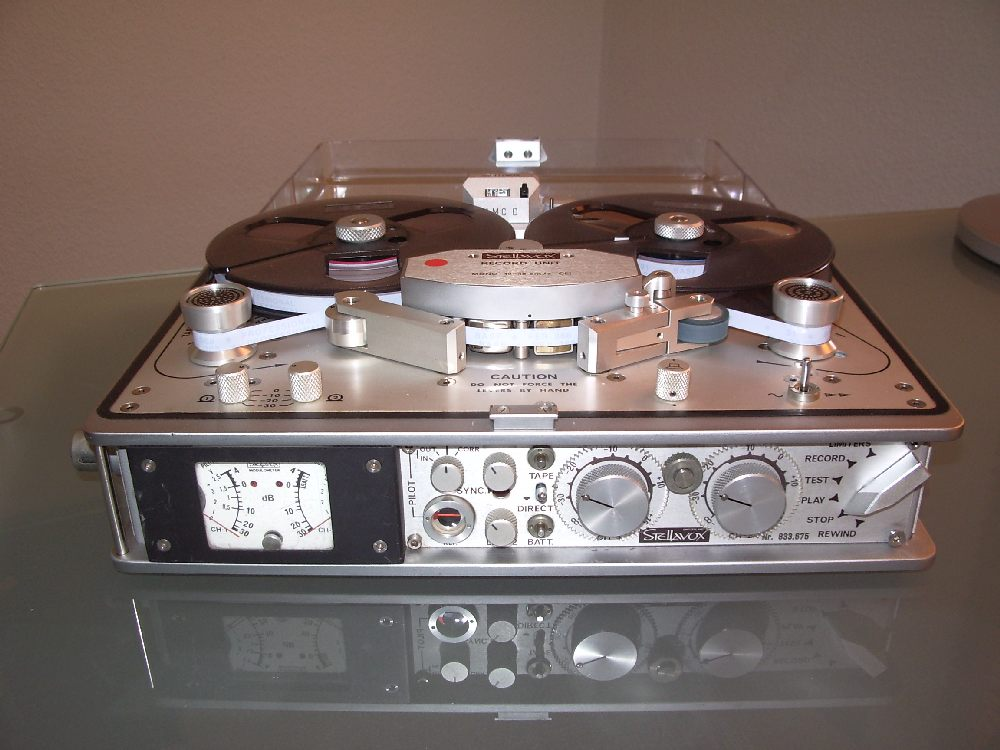
他社による同種の商品例
オープンリール型録音機
ステラヴォックス SP8

デンスケとは、かつて存在していた取材用可搬型テープレコーダーの商標であり、ソニー（初代法人、現：ソニーグループ）により1959年に登録された（登録番号第543827号）登録商標でもあった。
ソニー製品の商標としては「カセットデンスケ」として2000年代まで使われていたが、2009年1月13日に失効している。
1950年代に東京通信工業（現：ソニーグループ）の放送業務用製品（1951年。"M-1"）がヒットした。放送関係者の懐古談などでは、業務用の1950年代〜1960年代の製品を指すことが多い。
1970年代には民生用製品として発売された「カセットデンスケ」が、オーディオマニアや鉄道ファンの間でヒット商品となった。

## 名称の由来
名称の由来は、毎日新聞に連載されていた横山隆一の漫画『デンスケ』から。一時期、主人公の茶刈デンスケが業務として街頭録音を行うことになり、可搬型録音機を携えて町に飛び出し、様々な録音に挑む話が連日掲載されていた。
また別の由来として、街頭で行ういかさま賭博の一種「伝助賭博」が挙げられることもある。警察の捜査の際にすぐ逃げられるよう簡単に移動できる台の上で行なわれるところが、1950年代には珍しかった可搬型の録音機と共通する。「でんすけ」はこの台を指すとも、取り締まりに貢献した刑事の名を指すとも言われる。ちなみに代表的な「伝助賭博」は、円盤上を回る棒や針の示す商品を当てさせるルーレット式のもので（この方式自体をデンスケと称することもある）、見た目はオープンリール式というよりレコードプレーヤーに似ている。 
このため「伝助」の当て字が使われることもある。

なお放送業界でデンスケの愛称が浸透したこともあり、他社の同種の製品もデンスケと呼ぶ人が多かった。これは1980年代に同じソニー製の「ウォークマン」でも起こった商標の普通名称化である。

## 業務用機
初代"M-1"は、NHKのラジオ放送の街頭録音で使用されていたStancil Hoffman社の肩掛け式テープレコーダーMini Tapeを参考にして設計され、1951年7月に1号機がNHKに納入された。ベルトを取りつけ、肩から下げて使う。製品化の設計ポイントは、電池駆動を前提とした消費電力低減と、可搬を目的とした小型・軽量化にあった。性能が良いモーターの入手が難しかったため、日本コロムビア製の蓄音機用手巻き式スプリング・モーター（ゼンマイ・モーター）駆動とした。歩きながら録音する際の揺動を考慮しテープ速度の変動を吸収する目的で、非可搬型に比して大きなフライホイールを内蔵している。一方の手でマイクロフォンを持てるよう、片手で操作できるように設計され、操作部は肩から掛けた状態で天を向くようになっている。後継機なども多くの部分を踏襲した。
デンスケはラジオ番組の街頭録音などの放送取材に用いられたほか、雑誌のインタビュー記事取材などにも使われた。現代ではそうした口述取材用途にはマイクロカセット・コンパクトカセットテープレコーダーを経て、ICレコーダー（携帯型のリニアPCMレコーダーを含む）が多用されている。

## 民生用機
ソニーは、民生用の可搬型録音機にも「デンスケ」の名称を冠して一般消費者への展開を図った。業務用機材にならい、野外録音に特化した民生用商品群で、業務用ブランドということを意識したセミプロないしハイアマチュア向けのスペックを備えていた。
1973年に発売された、コンパクトカセットを用いた携帯型ステレオテープレコーダー「カセットデンスケ」TC-2850SDで民生機でデンスケの名称を使用し、「おもてに飛び出すデッキメカ」のキャッチコピーで宣伝された。
折しも1970年代前半の、日本全国各地で蒸気機関車が営業運転を終了したことによるSLブームの高まりと相まって、鉄道ファンの間に「ナマロク（生録音）ブーム」をもたらし、それまでの鉄道写真撮影だけでなく、鉄道の「音」を記録に残すという新しい鉄道趣味のジャンルを開拓した。鉄道の「音」を録音する趣味は、近年では「撮り鉄」に掛けて「録り鉄」などと呼ばれており、「デンスケ」のようなコンパクトカセットレコーダーの開発がこうした趣味の広がりを可能にした。
他に、取材用途の録音用に特化したコンパクトカセットの「ビジネスデンスケ」TC-5000/TCM-5500/TCM-5500EV（いずれもモノラル録再専用機種）、およびエルカセットの「エルカセットデンスケ」EL-D8、オープンリールの「オープンデンスケ」TC-5550-2、DATの「デジタルデンスケ」TCD-D10などが存在した。
1978年5月1日に発売された「カセットデンスケ」TC-D5は1980年3月1日にメタルテープ録再対応版のTC-D5Mへの一部改良を実施、以後、1997年には「グッドデザイン・ロングライフデザイン賞」を受賞し、25年以上に渡って販売を続けたロングセラー商品となったものの、デジタル録音機の台頭や需要低迷、修理に必要な補修用部品の確保の減少などの理由により2005年末を以て製造・出荷完了、2006年末までに流通在庫が全て販売完了となった。
業務用の「カセットデンスケPro/Pro II」TC-D5 PRO/TC-D5 PRO II（前者：1979年発売、後者：1986年発売）、「デジタルデンスケPro/Pro II」TCD-D10 PRO/TCD-D10 PRO II（前者：1989年発売、後者：1991年発売）のように、民生用機から業務用機に逆展開したものも存在する。

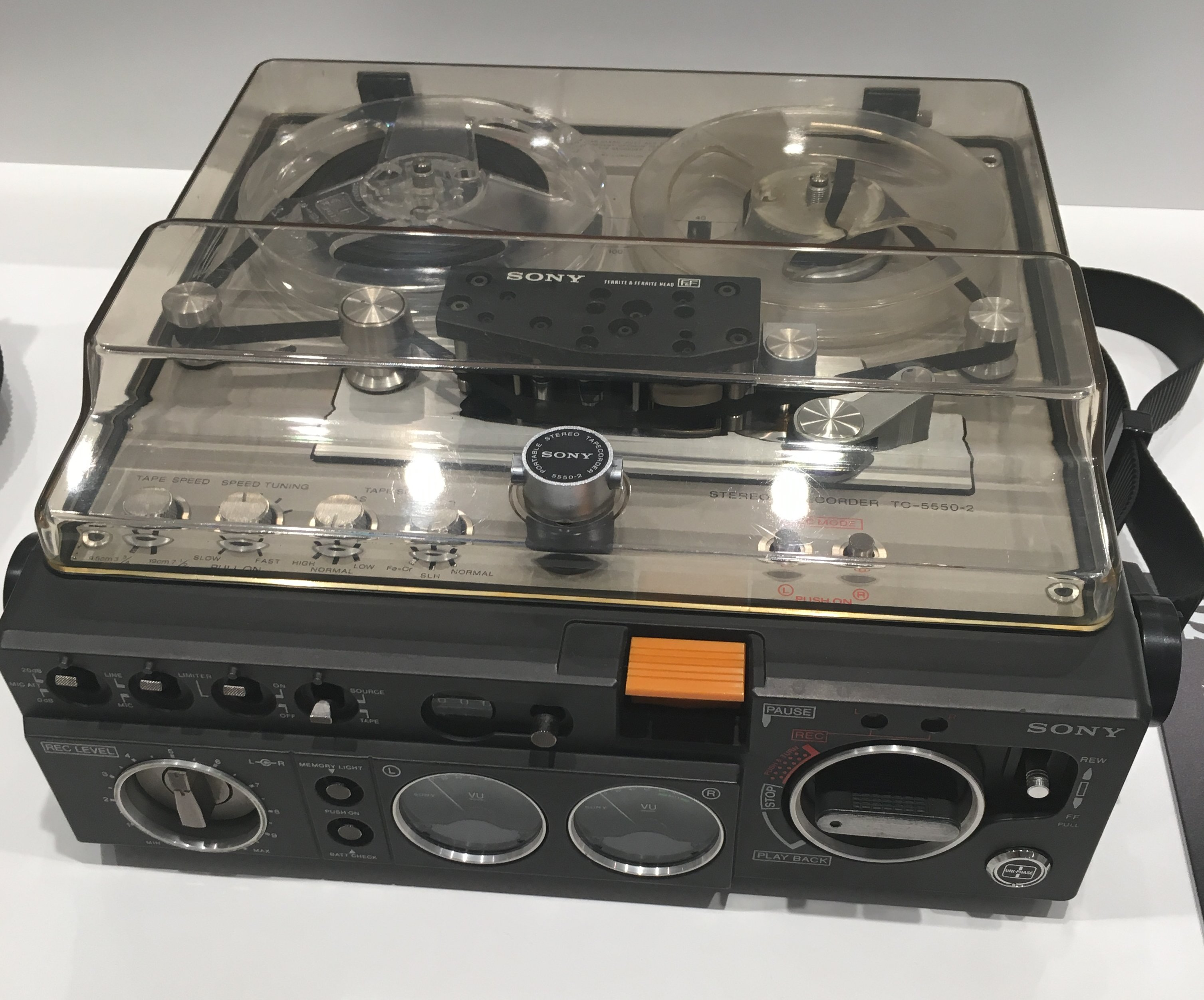
ソニー オープンデンスケ TC-5550-2
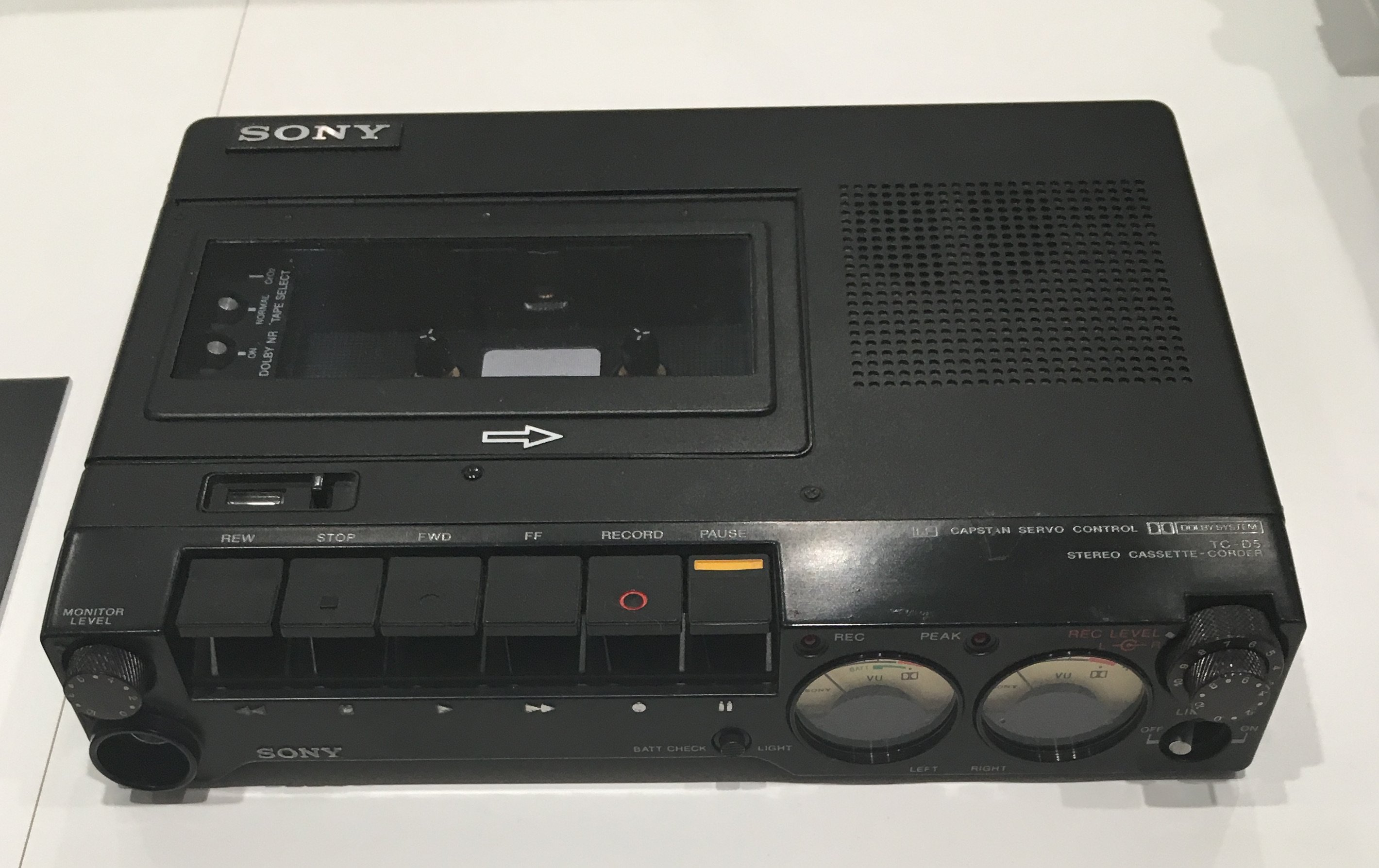
ソニー カセットデンスケ TC-D5
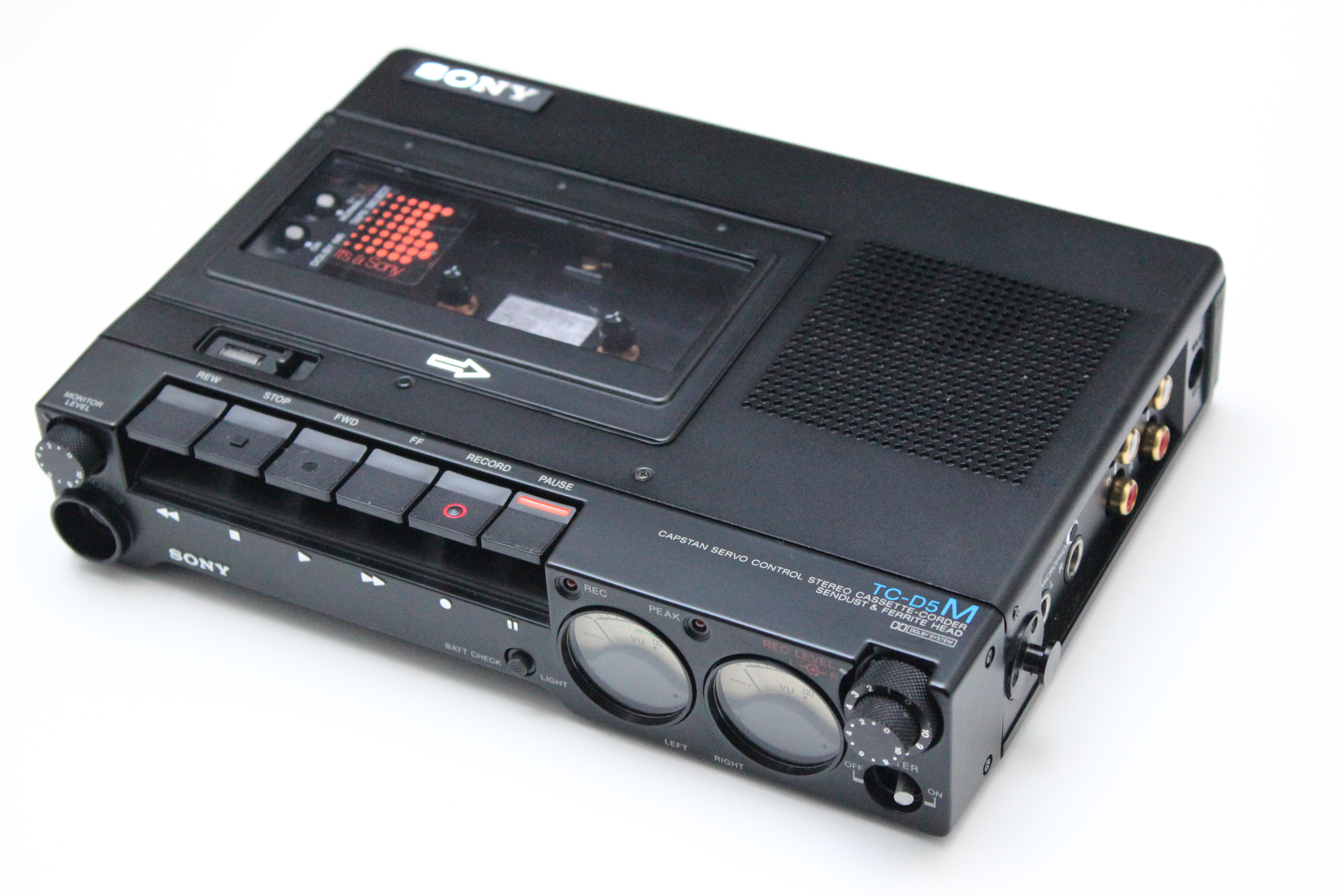
ソニー カセットデンスケ TC-D5M
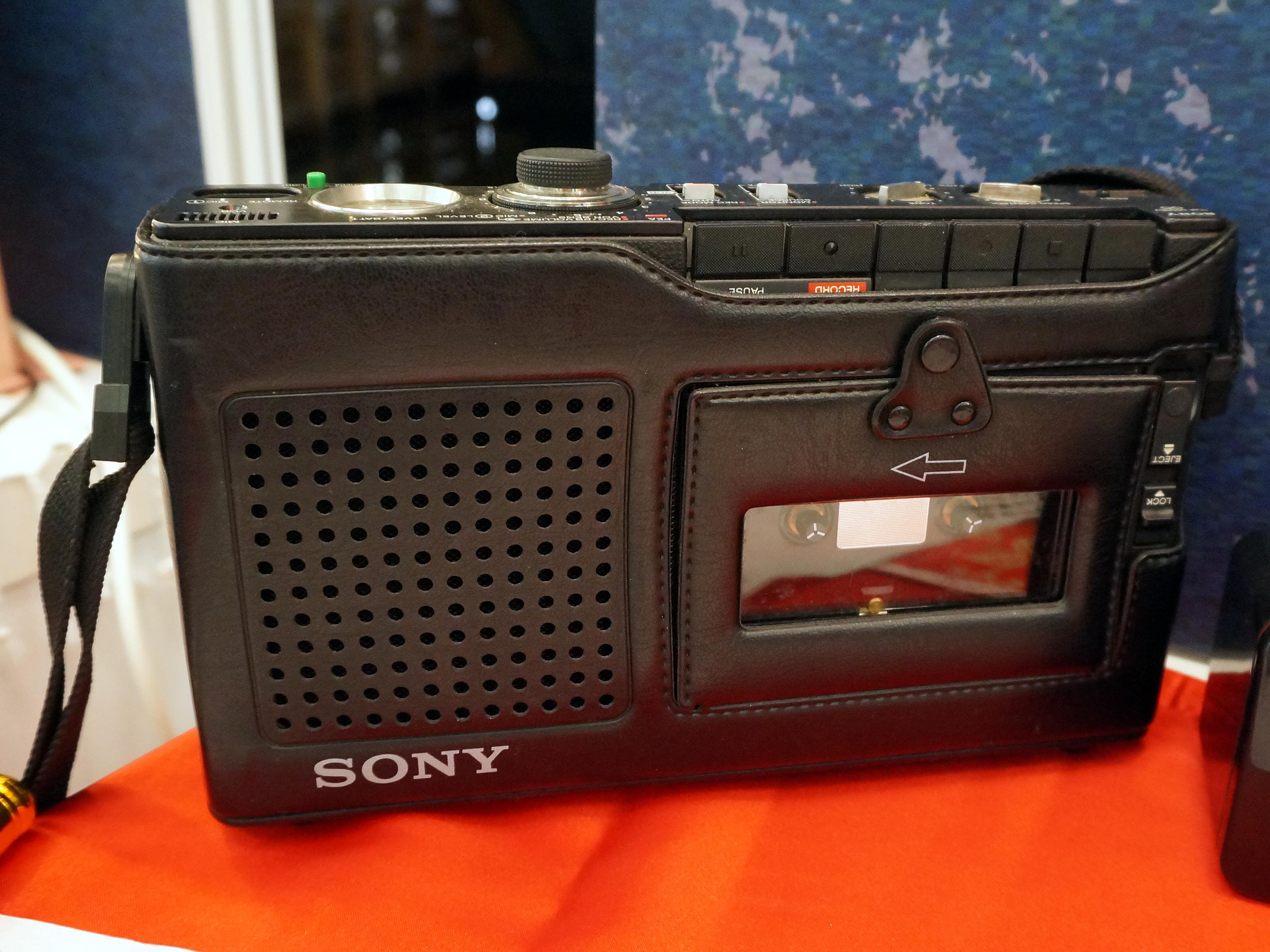
ソニー ビジネスデンスケ TCM-5500EV